# Gabriele Kreis
Gabriele Kreis (* 1947 in Mannheim) ist eine deutsche Buch- und Drehbuchautorin sowie Hörbuch-Regisseurin.

## Leben
Gabriele Kreis studierte Germanistik, Romanistik und Erziehungswissenschaften. Seit 1980 ist sie als freie Autorin tätig, darunter mit dem Schwerpunkt auf Frauen-Thematiken. Seit den 1990er Jahren ist sie als Drehbuchautorin tätig, zu ihren Arbeiten gehören auch einige Märchen-Verfilmungen der Reihe Sechs auf einen Streich. Für Die kluge Bauerntochter wurde sie 2011 mit dem Robert-Geisendörfer-Preis (Kinderfernsehpreis) ausgezeichnet.

## Filmografie (Auswahl)
- 1994: Großmutters Courage
- 1997: Frauen morden leichter (Miniserie)
- 2007: Sehnsucht nach Rimini
- 2008: Brüderchen und Schwesterchen
- 2009: Die kluge Bauerntochter
- 2011: Die zertanzten Schuhe
- 2011: Frischer Wind
- 2014: Die Zeit mit Euch
- 2016: Das singende, klingende Bäumchen
- 2018: Tonio & Julia: Zwei sind noch kein Paar
- 2019: Tonio & Julia: Schuldgefühle
- 2021: Wir bleiben Freunde

## Bücher
- 1984: Frauen im Exil – Dichtung und Wirklichkeit
- 1990: Das Ende der Möglichkeiten – Amerika
- 1991: „Was man glaubt, gibt es“ – Das Leben der Irmgard Keun (Biografie)
- 1997: Frauen morden leichter